# Antonio Tempesta
Antonio Tempesta (1555 – 5 de agosto de 1630) foi um pintor e gravador italiano cujas obras serviram como ponto de ligação entre a Roma barroca e a cena cultural de Antuérpia.

## Vida
Antonio nasceu e estudou em Florença e pintou em diversos estilos, influenciado pelo contra-maneirismo. Ele se matriculou na Academia das Artes do Desenho em 1576 e foi aluno de Santi di Tito e depois do pintor flamengo Giovanni Stradano (Joannes Stradanus). Fez parte do grande grupo de artistas que trabalhou sob a liderança de Giorgio Vasari na decoração interior do Palazzo Vecchio em Florença.
Seus temas favoritos eram batalhas, cavalgadas e procissões. Depois de se mudar para Roma, associou-se com artistas dos Países Baixos Espanhóis, o que pode ter resultado em sua facilidade com o estilo da pintura de paisagem.
Entre seus seguidores estava Marzio di Colantonio.

## Encomendas

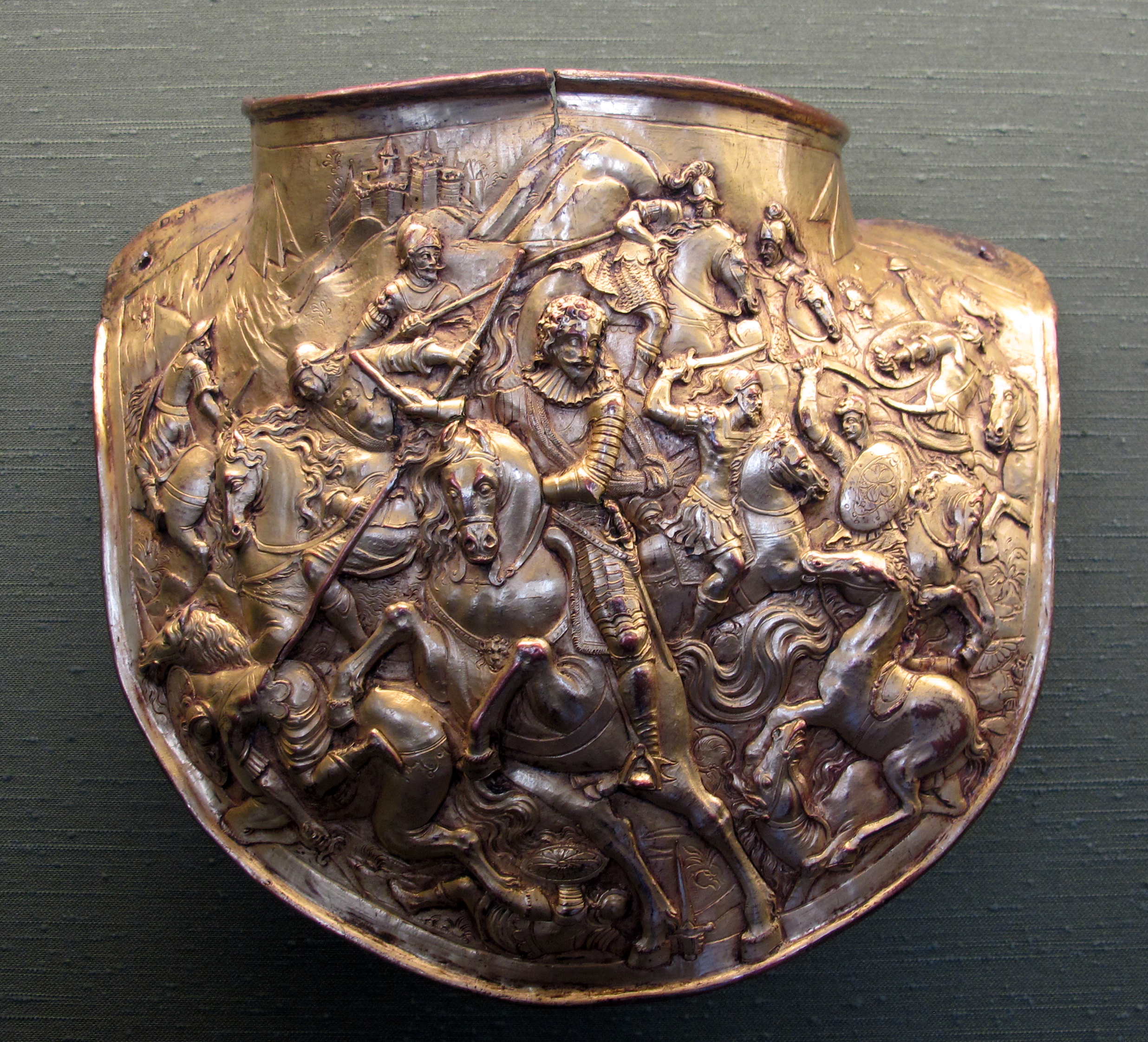
Peitoral francês esculpido com base numa gravura de caçada de Antonio Tempesta.

Tempesta e o pintor flamengo Matthijs Bril foram contratados pelo papa Gregório XIII para pintar os grandes panoramas da "Procissão do Translado das Relíquias de São Gregório de Nazianzo" (1572) para as lógias no terceiro andar do Palácio Apostólico, no Vaticano. Ele pintou também os afrescos da Palazzina Gambara na Villa Lante em Bagnaia (1578–1609). Entre 1579–1583, Tempesta participou da decoração da Villa Farnese, em Caprarola, com destaque para a Scala Regia. Sabe-se também que ele colaborou com afrescos na Villa d'Este, Tivoli, uma série de cenas de batalhas, turbulentas e apinhadas, para os Médici e uma série de gravuras sobre cenas de caça.
São dele ainda os afrescos do Palazzo Colonna e do Palazzo Doria Pamphilj, assim como os do palácio de Vincenzo Giustiniani em Roma, uma obra que Tempesta trabalhou junto com Paul Bril, e em Bassano di Sutri. Ele pintou ainda um "Massacre dos Inocentes" para a igreja Santo Stefano Rotondo, em Roma.
Mas Tempesta é mais conhecido por suas gravuras, tanto esculpidas quanto águas-fortes. Entre suas grandes obras estão: "Cenas do Antigo Testamento"; vinte e quatro cenas da "Vida de Santo Antônio"; uma coleção de 150 gravuras das "Metamorfoses" de Ovídio; 13 cenas dos "Trabalhos de Hércules" e mais outras séries de quatro gravuras em 1612, "Idades do Homem", "Entrada de Alexandre, o Grande, em Babilônia"; "Diana e Actaon" e "A Crucificação".
Neste mesmo ano, Tempesta gravou uma série de cenas sob o título "Batavorum cum Romanis Bellum" com base nos desenhos do artista holandês Otto van Veen (1556–1629), conhecido como Vaenius, o pintor da corte de Alexandre Farnésio. Van Veen foi influenciado pelos maneiristas italianos, mas desenvolveu seu próprio estilo antecipando o barroco flamengo de seu pupilo Rubens. A série é composta de 36 placas numeradas e ilustra o conflito armado entre as antigas tribos holandesas e seus opressores romanos conforme a narrativa das "Histórias de Tácito. Cada placa traz na parte de baixo uma legenda gravada em flamengo e em latim, além de uma explicação detalhada impressa no verso. A "Placa I", assinada "Ant.Tempesta f. Anno 1611", mostra "Roma" e a "Batávia" em trajes de batalha em fundos panorâmicos, símbolos das duas nações. Quinze outras placas trazem o monograma de Tempesta. Esta obra historicista era muito popular na época.
Tempesta também realizou diversos desenhos para tapeçarias.

## Galeria

Obras de Tempesta
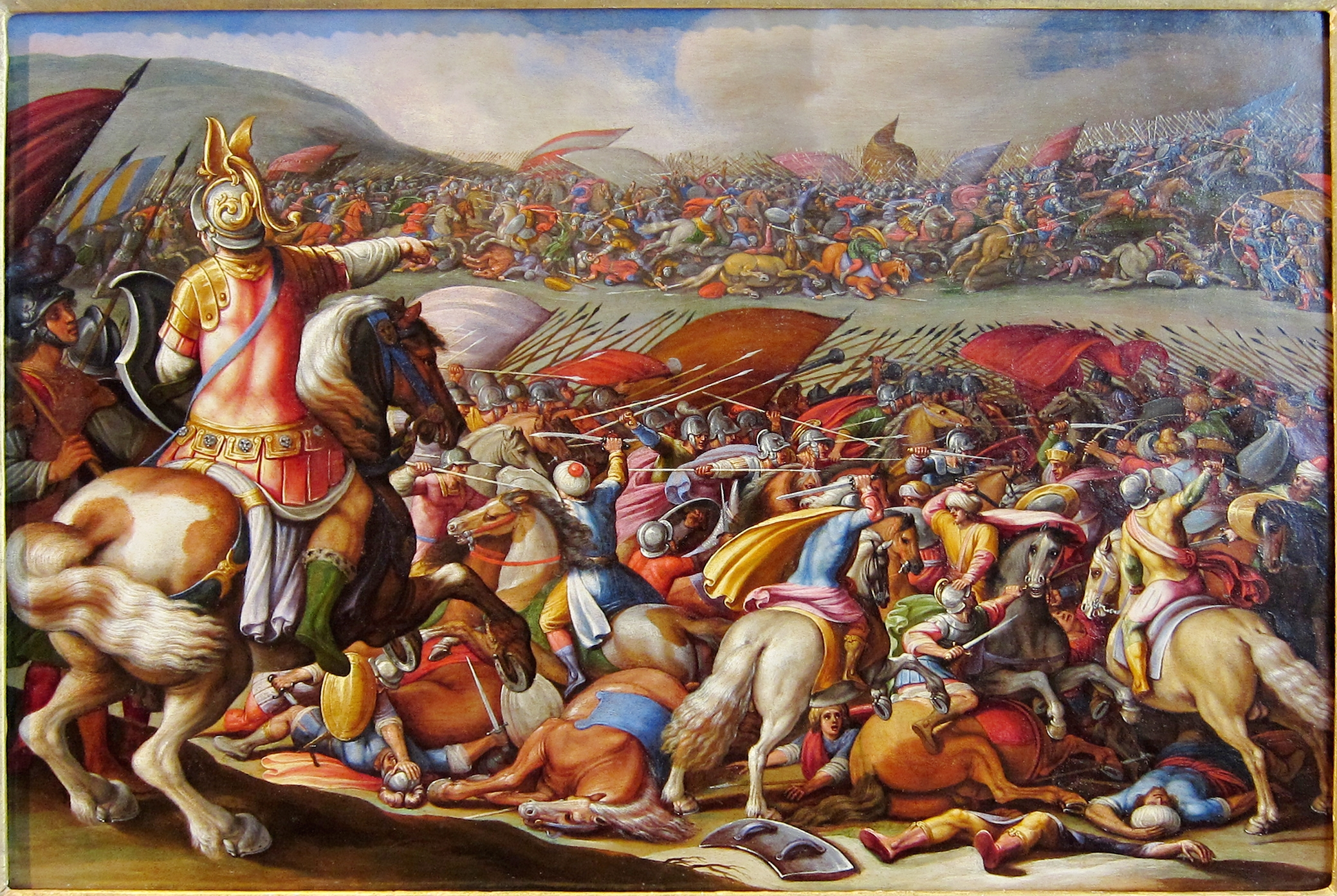
Cena de batalha, no Musée Fesch, em Córsega, França.
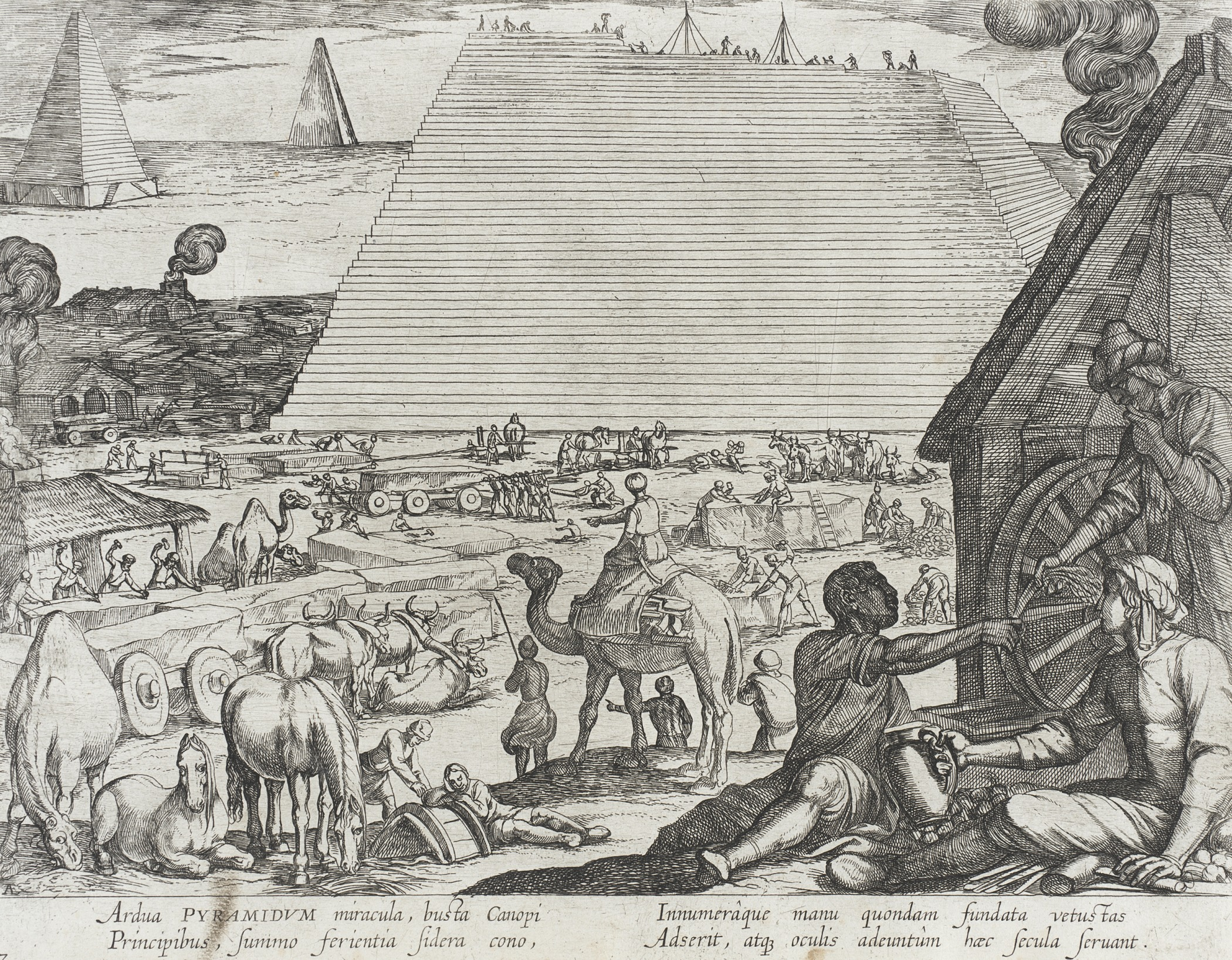
As "Pirâmides do Egito", da série "Maravilhas do Mundo Antigo".
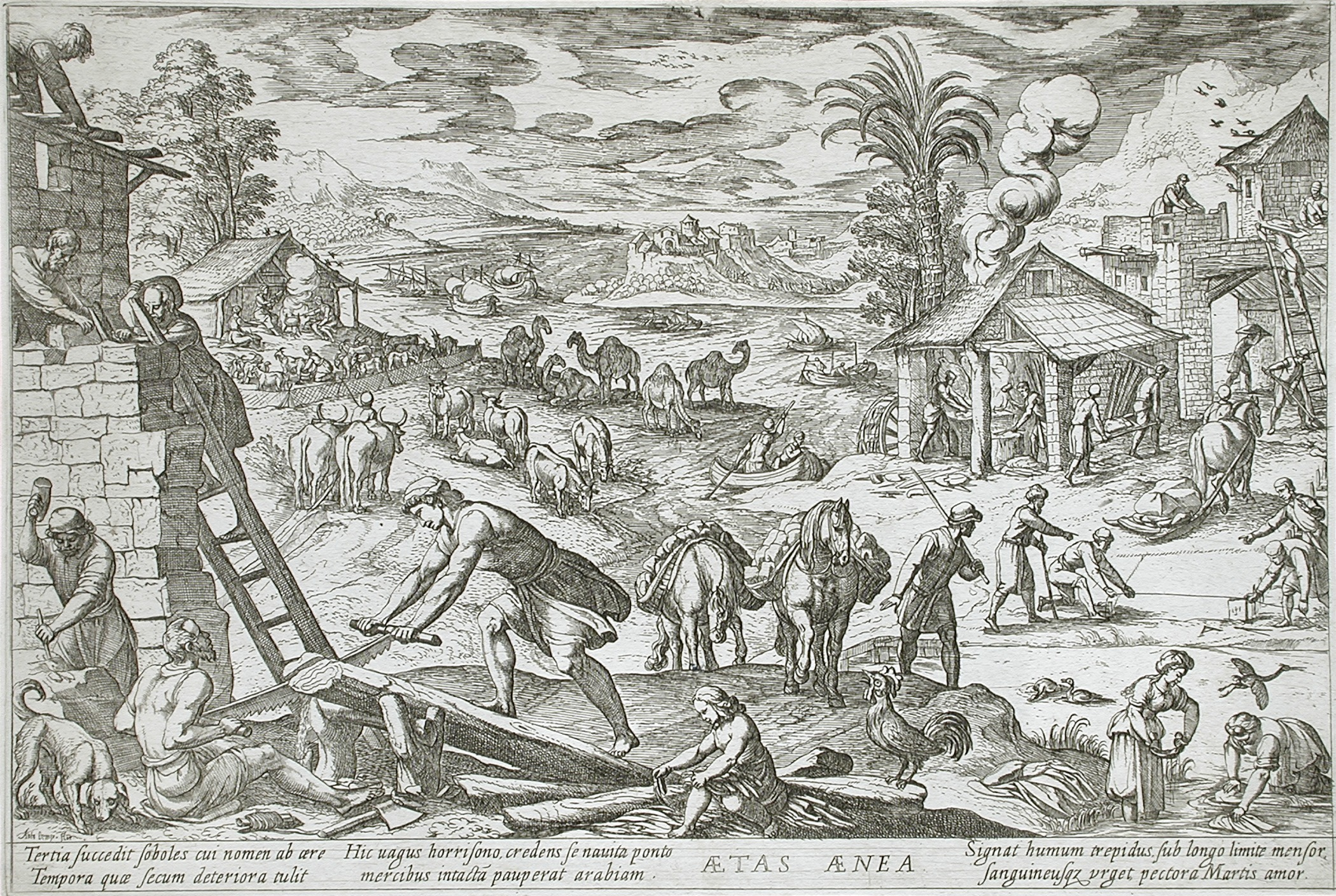
"Era de Cobre", da série "Idades do Homem".
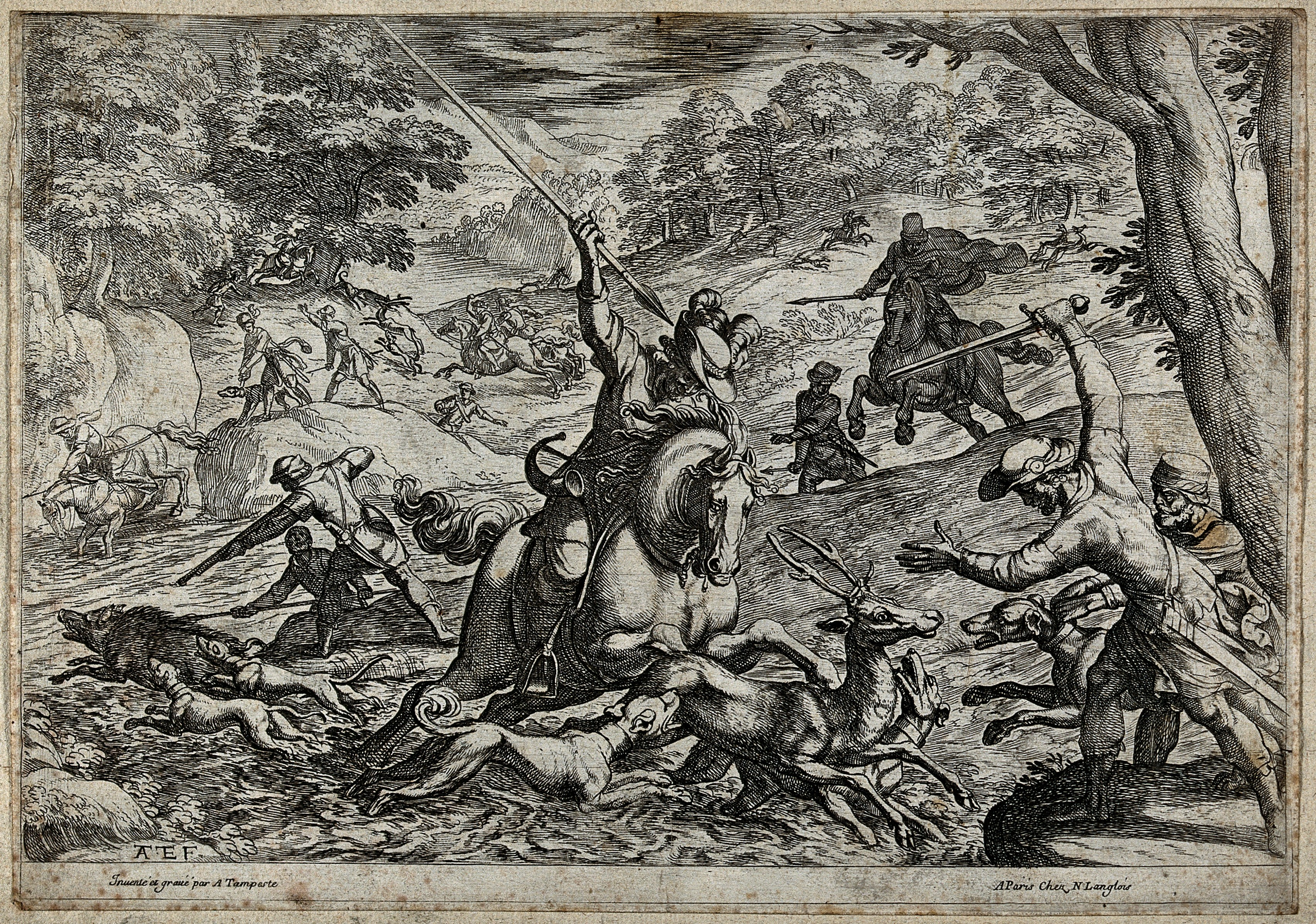
Cena de uma caçada.
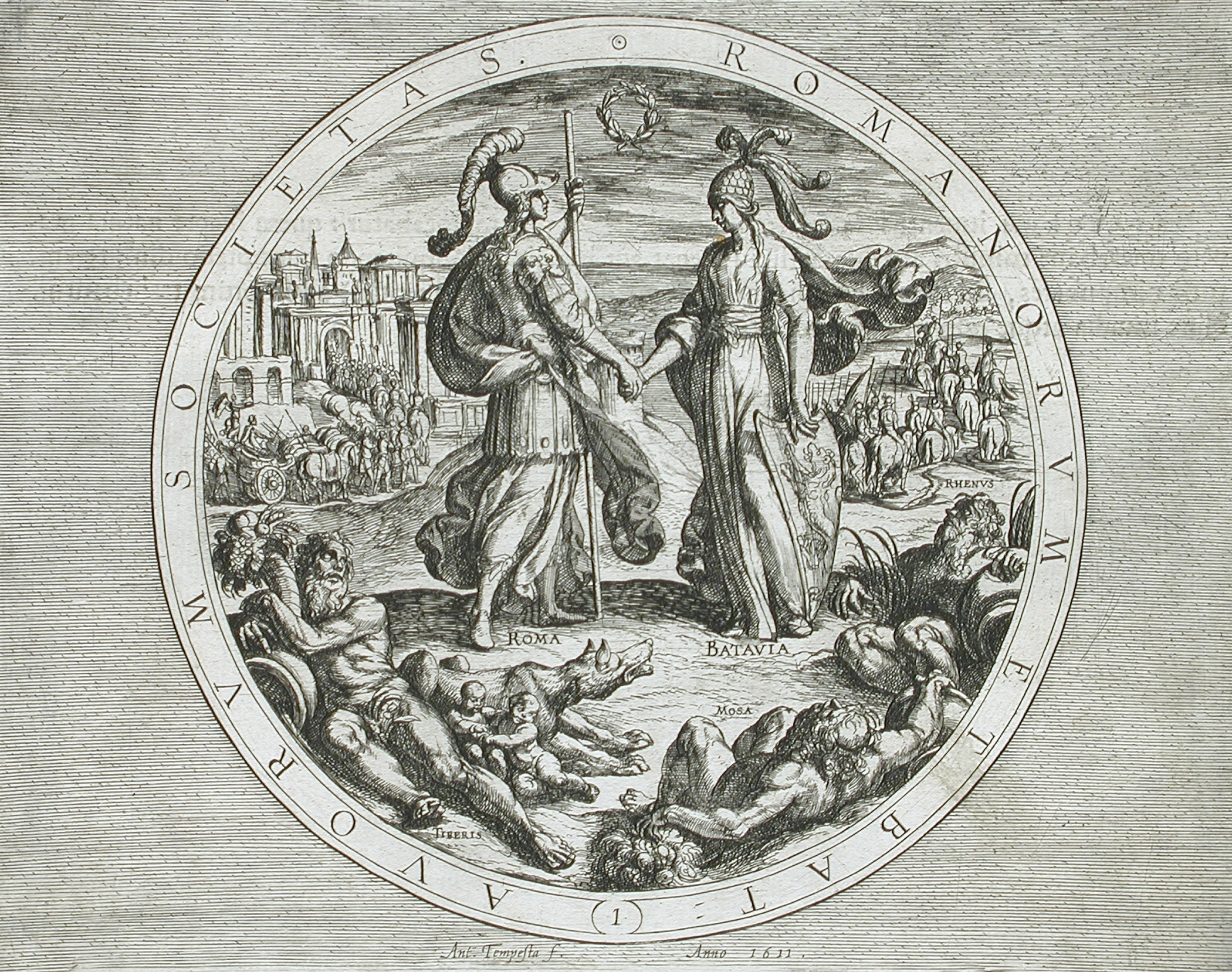
"Roma e Batávia", da série "Batavorum cum Romanis Bellum".